# 南甘杏路
南甘杏路位於泰國首都曼谷的東郊，它從萱鑾縣開始，橫越挽甲必縣、三攀松縣，到民武里縣才終止。從西到東全長約15公里，並有超過200多條亦以「南甘杏」命名的橫街。它的西端在萱鑾縣，與碧武里新路、素坤逸七十七街及博他那幹路組成十字路口；東端至民武里郵政局才終止。

## 萱鑾縣的路段
- 南甘杏一街至六街皆屬萱鑾縣。
- 南甘杏一街：南甘杏基督降臨國際學校（页面存档备份，存于） （Ramkhamhaeng Advent International School）

## 挽甲必縣的路段
此段廉價觀光飯店及百貨商店林立，吸引不少外國旅遊團住宿。
- 南甘杏7街至88街皆屬挽甲必縣。
- 拍喃九路
- 南甘杏15街：
  - 呂蒙洋行 （The Mall）（页面存档备份，存于）
  - 曼谷宜必思華馬克酒店[永久]
- 南甘杏24/1街：華目警察局 （Hua Mak Police Office）
- 南甘杏29街：密西中心（页面存档备份，存于）
- 南甘杏35街：夜市、皇朝飯店 （The Dynasty Hotel）：濟滿廉價旅遊團的低檔旅社
- 南甘杏39街（越貼麗街）：越貼麗佛寺 （Wat Thep Lila），若使用毗鄰的空盛桑運河快船可在一小時間川行挽甲必市場（Bangkapi Market）、許參第二大廈（Chan Issara II）、通羅（Thong Lor） 、師範大學、阿速橋、那那、七隆、水門等觀光熱點
- 南甘杏大學：位於39街對面，佔地略廣。
- 南甘杏51街：南甘杏郵政局
- 2138號：南甘杏醫院（页面存档备份，存于）
  - 南甘杏89/2街（南沙里 Lamsalee）：全條橫街遍布多所男同性戀者舞廳。

## 三攀松縣的路段
- 南甘杏104街至167街皆屬三攀松縣。
- 南甘杏106街 （哥信街 Soi Kosin）
- 南甘杏路167/1街：泰國皇房產業國際有限公司

## 民武里縣的路段
- 南甘杏188街至199街皆屬民武里縣。

## 公共交通
- 使用毗鄰的塞桑運河（Saen Saeb Canal）可在一小時間川行挽甲必市場（Bangkapi Market）、許參第二廈（Chan Issara II）、通羅（Thong Lor） 、師範大學、阿速橋、那那、七隆、水門等觀光熱點。
- 公共汽車：58、113、143、168、173、514、519。
- 從蘇凡納布機場，搭乘552或558。